# In toto
In toto is Latijn voor "in zijn geheel".
In het medisch jargon wordt de term gebruikt om aan te duiden dat een orgaan of gezwel geheel (restloos) is verwijderd. Als van een kankergezwel een restje achterblijft kan dat opnieuw uitgroeien en een recidief veroorzaken. 
Een verwijderd gezwel wordt daarom opgestuurd naar de patholoog, om (onder andere) te vragen of het gezwel "in toto is verwijderd". Als dat niet het geval is, volgt vaak verdere behandeling. Dat kan bijvoorbeeld re-excisie zijn, of aanvullende bestraling of chemotherapie.